# ネルミン・ハスキッチ
ネルミン・ハスキッチ（Nermin Haskić 、1989年6月27日 - ）は、ボスニア・ヘルツェゴビナ出身のサッカー選手。元ボスニア・ヘルツェゴビナ代表。ポジションはFW。

## 経歴

### クラブ
旧ユーゴスラビア（現ボスニア・ヘルツェゴビナ）のバノヴィチで生まれ、地元クラブであるFKブドゥチノスト・バノヴィチでキャリアをスタート。2009–10シーズンは2部相当のファースト・リーグ・オブ・FBiHで優勝を果たした。
2011年夏、プレミイェル・リーガのFKサラエヴォに移籍。
2012年8月、セルビア・スーペルリーガのFKヴォジュドヴァツに移籍。
2013年夏にFKヴォジュドヴァツを退団してからはスロバキアのクラブでプレーした。2017年1月から6月まではレンタルで加入したポーランドのTSポドベスキジェ・ビェルスコ＝ビャワでプレー。
2018年6月、FKラドニチュキ・ニシュに移籍。約5年ぶりのセルビア復帰となった。加入初年度からチームのエースストライカーとして大車輪の活躍を披露。チームは惜しくも2位に終わりリーグ優勝を逃したが、ハスキッチは24得点を記録しリーグ得点王を獲得、年間ベストイレブンにも選出された。
2019年12月27日、J2リーグの大宮アルディージャに移籍。2021年シーズン終了後、退団が発表された。
2022年1月、FKヴェレジュ・モスタルに加入した。

### 代表
2011年12月16日に開催されたポーランド代表との親善試合でボスニア・ヘルツェゴビナ代表デビュー。

## 所属クラブ
- 2008年 - 2011年  FKブドゥチノスト・バノヴィチ
- 2011年 - 2012年  FKサラエヴォ
- 2012年 - 2013年  FKヴォジュドヴァツ
- 2013年 - 2015年  MFKコシツェ
- 2015年 - 2017年  MŠKジリナ
  - 2015年 - 2017年  MŠKジリナB
  - 2017年  TSポドベスキジェ・ビェルスコ＝ビャワ（期限付き移籍）
- 2017年 - 2018年  MFKルジョムベロク
- 2018年 - 2019年  FKラドニチュキ・ニシュ
- 2020年 - 2021年  大宮アルディージャ
- 2022年 -  FKヴェレジュ・モスタル

## Jリーグでの個人成績
| 国内大会個人成績 | 国内大会個人成績 | 国内大会個人成績 | 国内大会個人成績 | 国内大会個人成績 | 国内大会個人成績 | 国内大会個人成績 | 国内大会個人成績 | 国内大会個人成績 | 国内大会個人成績 | 国内大会個人成績 | 国内大会個人成績 |
| 年度             | クラブ           | 背番号           | リーグ           | リーグ戦         | リーグ戦         | リーグ杯         | リーグ杯         | オープン杯       | オープン杯       | 期間通算         | 期間通算         |
| 年度             | クラブ           | 背番号           | リーグ           | 出場             | 得点             | 出場             | 得点             | 出場             | 得点             | 出場             | 得点             |
| 日本             | 日本             | 日本             | 日本             | リーグ戦         | リーグ戦         | リーグ杯         | リーグ杯         | 天皇杯           | 天皇杯           | 期間通算         | 期間通算         |
| ---------------- | ---------------- | ---------------- | ---------------- | ---------------- | ---------------- | ---------------- | ---------------- | ---------------- | ---------------- | ---------------- | ---------------- |
| 2020             | 大宮             | 17               | J2               | 12               | 1                | -                | -                | -                | -                | 12               | 1                |
| 2021             | 大宮             | 17               | J2               | 21               | 4                | -                | -                | 1                | 0                | 22               | 4                |
| 通算             | 日本             | 日本             | J2               | 33               | 5                | -                | -                | 1                | 0                | 34               | 5                |
| 総通算           | 総通算           | 総通算           | 総通算           | 33               | 5                | -                | -                | 1                | 0                | 34               | 5                |

## 代表歴

### 試合数
- 国際Aマッチ 1試合 0得点（2011年）[9]

| ボスニア・ヘルツェゴビナ代表 | 国際Aマッチ | 国際Aマッチ |
| 年                           | 出場        | 得点        |
| ---------------------------- | ----------- | ----------- |
| 2011                         | 1           | 0           |
| 通算                         | 1           | 0           |

## タイトル

### クラブ
FKブドゥチノスト・バノヴィチ
- ファースト・リーグ・オブ・FBiH: 2009–10

MFKコシツェ
- スロヴェンスキー・ポハール: 2013–14

FKヴェレジュ・モスタル
- ボスニア・ヘルツェゴビナカップ: 2021–22

### 個人
- セルビア・スーペルリーガ年間ベストイレブン: 2018–19
- セルビア・スーペルリーガ得点王: 2018–19 (24得点)